# 2021年立陶宛移民危機

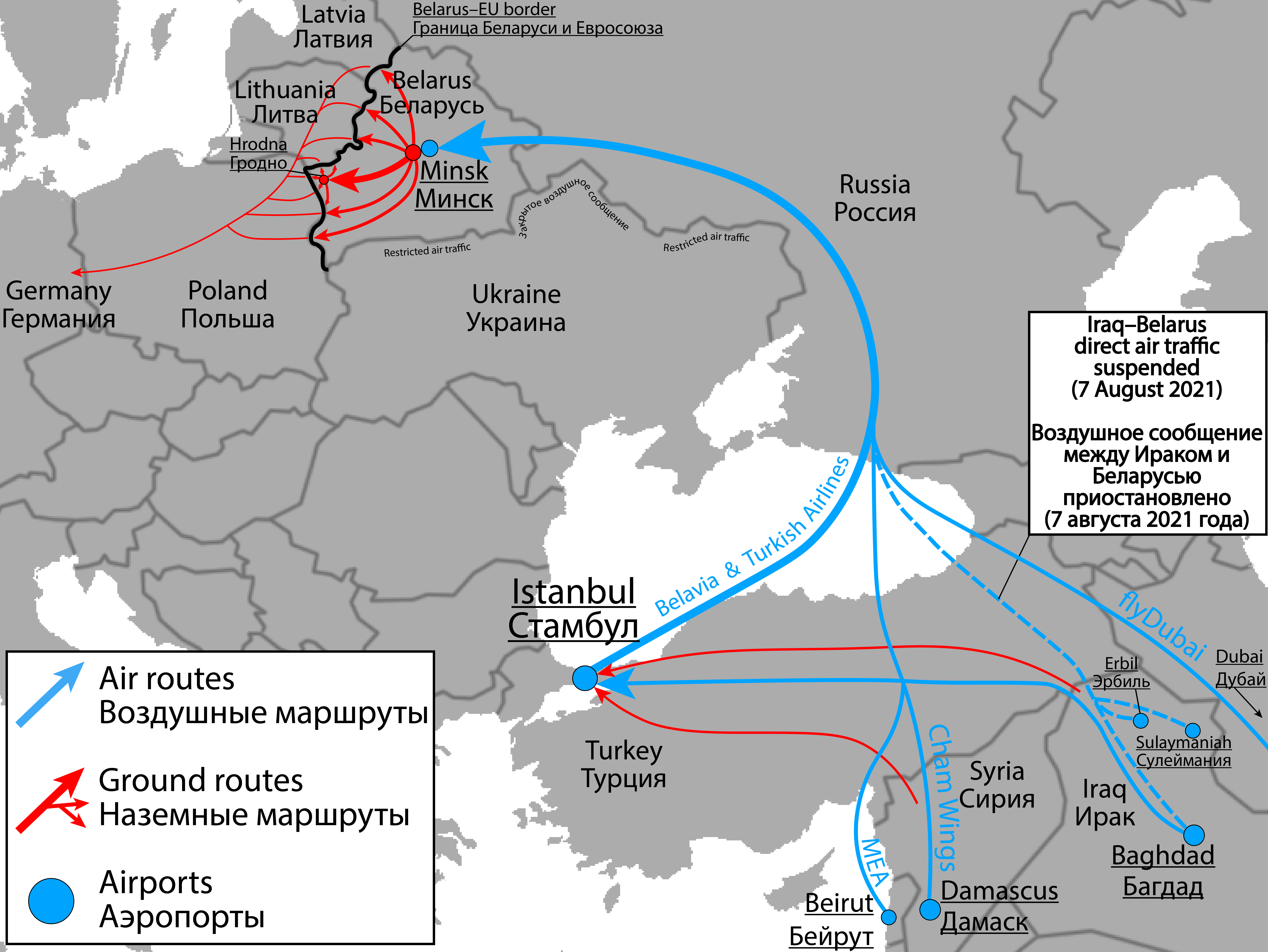

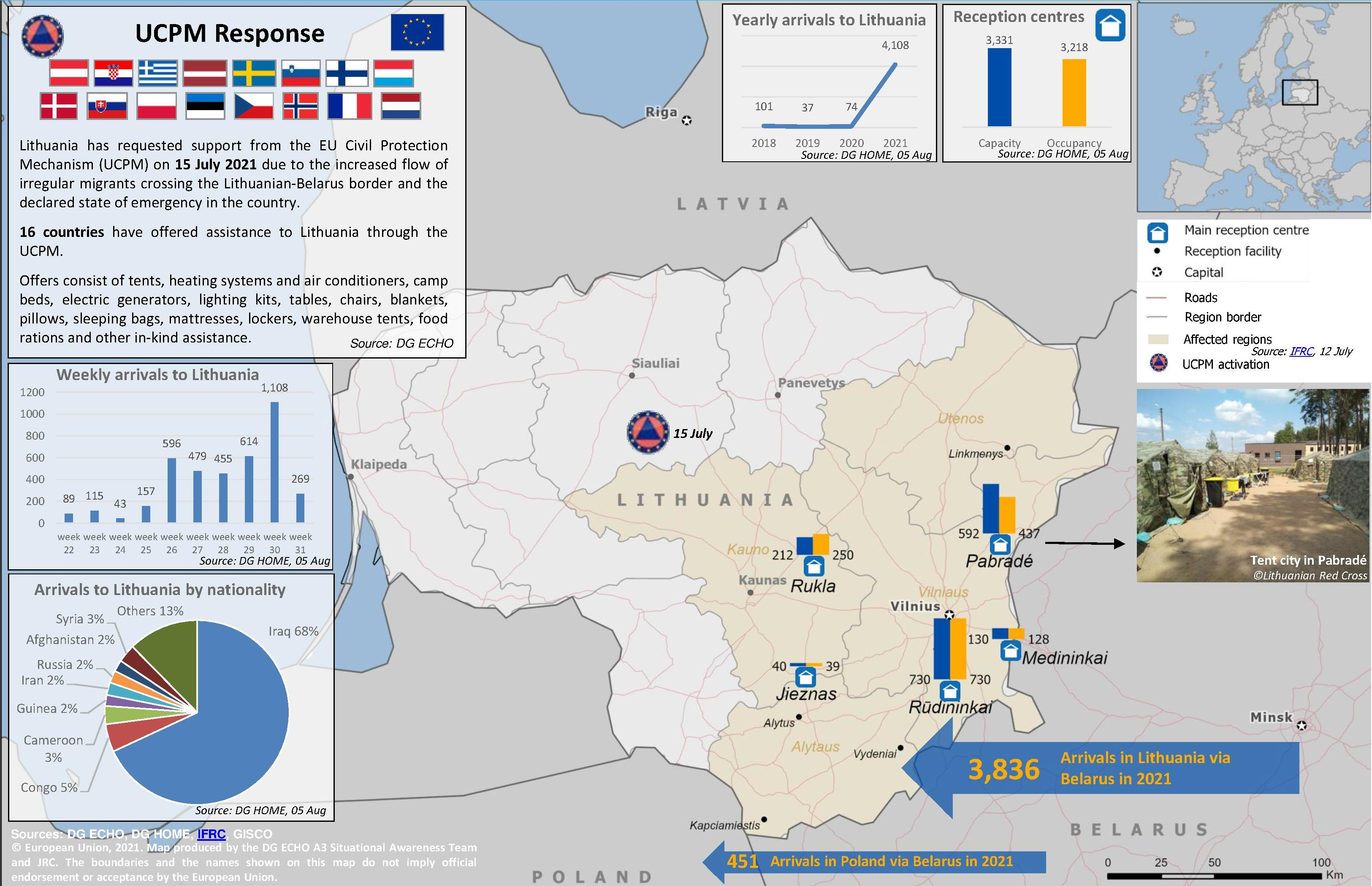
歐盟緊急應變協調中心統計數據（截至8月5日）

2021年立陶宛移民危機為2021年6月起大量來自伊拉克與漠南非洲等地的移民跨越白俄羅斯－立陶宛邊界進入立陶宛造成的移民危機，是2021年白俄羅斯－歐盟邊界危機的一部份。過去每年約有70人越境進入立陶宛，但截至2021年8月該年已有超過4000人非法越境被捕。立陶宛指控白俄羅斯政府鼓勵非法移民越境，是對立陶宛的一種混合戰爭。

## 背景
| 越過白俄羅斯－立陶宛邊界的非法移民人數 | 越過白俄羅斯－立陶宛邊界的非法移民人數 |
| 年份                                   | 人數                                   |
| -------------------------------------- | -------------------------------------- |
| 2015年                                 | 280人                                  |
| 2017年                                 | 72人                                   |
| 2018年                                 | 104人                                  |
| 2019年                                 | 46人                                   |
| 2020年                                 | 81人                                   |
| 2021年（截至8月7日）                   | 4,112人                                |
| 2021年（截至11月9日）                  | 4,220人                                |

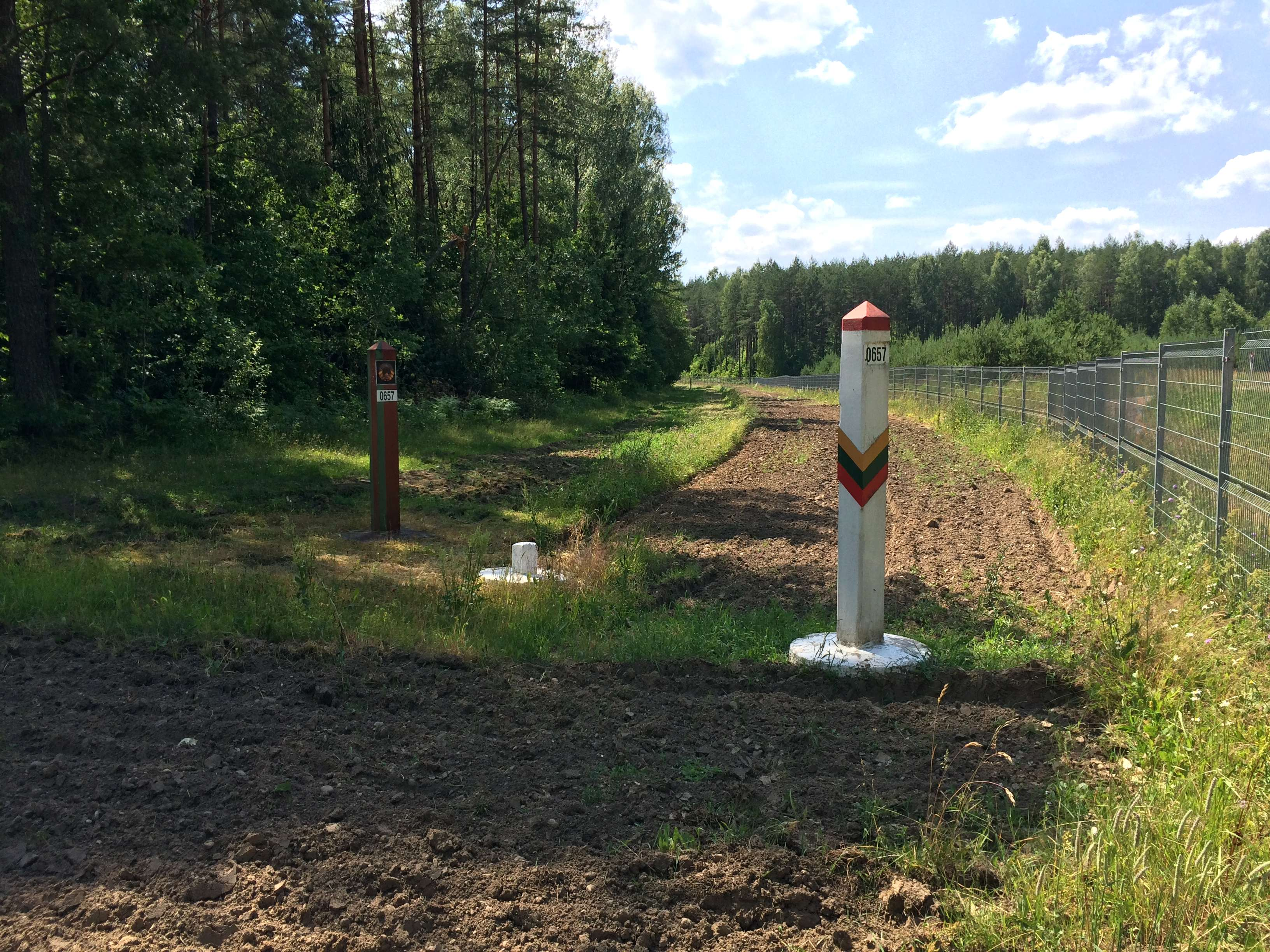
白俄羅斯－立陶宛邊界立陶宛側的界標

2014年起，許多來自敘利亞、伊拉克與阿富汗等國的移民湧入歐洲（以歐盟成員國為主），主要為由海路抵達義大利、馬爾他、西班牙與希臘等南歐國家，或者由陸路穿越巴爾幹半島抵達中歐，並試圖在西歐與北歐國家尋求庇護。立陶宛起初未被這波移民潮直接影響，僅根據歐盟協定暫時接受了489名移民（隨後大多轉往其他國家）。
2020年鄰國白俄羅斯爆發動亂，立陶宛支持白俄羅斯反對派，積極為逃離盧卡申科政權的白俄羅斯人提供庇護，致使兩國關係緊張。5月23日發生了瑞安航空4978號班機事件，由希臘雅典飛往立陶宛維爾紐斯的瑞安航空4978班機在經過白俄羅斯領空時，被一架白俄羅斯米格-29戰鬥機攔截而迫降明斯克国际机场，白俄當局將機上的反政府人士羅曼·普羅塔塞維奇逮捕，歐盟對白俄此舉強烈譴責並頒布禁航、旅行禁令與凍結資產等制裁措施，盧卡申科評論此事件時表示「過去我們阻止了毒品與非法移民，現在你們必須好自為之」。6月28日白俄羅斯政府宣布廢除與歐盟簽署的重新接纳协定（readmission agreement），意即白俄羅斯將不再接受歐盟國家遣返自該國非法入境的移民。
2021年穿越白俄羅斯-立陶宛邊界進入立陶宛的移民數量大增，立陶宛內政部長阿格內·比洛泰特表示該國面臨來自白俄羅斯的移民威脅，白俄羅斯可能協助難民非法入境立陶宛，並稱白俄羅斯此舉為混合戰爭。移民大多來自伊拉克，也有來自剛果民主共和國、喀麥隆、伊朗、敘利亞、阿富汗、俄羅斯、土耳其、斯里蘭卡、甘比亞、幾內亞、摩洛哥、印度、葉門、索馬利亞與埃及等國者，多數自西亞由空路抵達白俄羅斯（伊拉克航空巴格達－明斯克的班機，也有自土耳其的班機），有些則早前即因工作或就學合法居留於白俄羅斯。立陶宛官員表示有伊拉克旅行社發售「移民套裝」行程，包括至白俄羅斯的機票、簽證與前往立陶宛邊界的走私費用，要價2000至15000美元不等。德國之聲報導指白俄羅斯－立陶宛邊界邊防鬆散，許多部分僅有木圍籬與小溝渠分隔。

## 危機
| 2021年進入立陶宛的非法移民國籍（截至11月9日） | 2021年進入立陶宛的非法移民國籍（截至11月9日） |
| 國籍                                          | 人數                                          |
| --------------------------------------------- | --------------------------------------------- |
| 伊拉克                                        | 2,811人                                       |
| 剛果共和國                                    | 204人                                         |
| 敘利亞                                        | 147人                                         |
| 喀麥隆                                        | 134人                                         |
| 阿富汗                                        | 101人                                         |
| 俄羅斯                                        | 93人                                          |
| 白俄羅斯                                      | 91人                                          |
| 伊朗                                          | 87人                                          |
| 其他                                          | 444人                                         |
| 總和                                          | 4,220人                                       |
| 來源：立陶宛統計局                            |                                               |

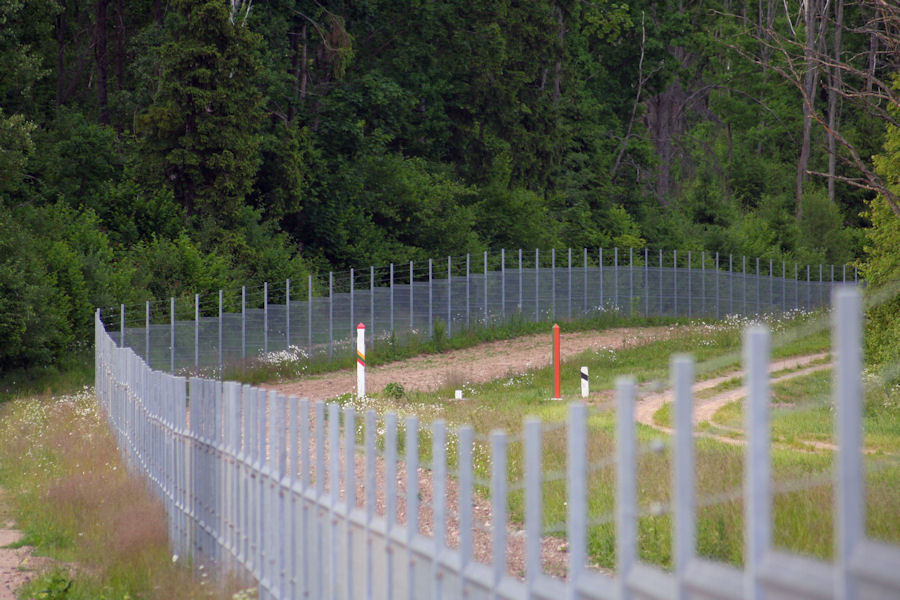
白俄羅斯－立陶宛邊界（攝於2008年）

過去每年只有約70人非法跨越白俄羅斯－立陶宛邊界進入立陶宛，但僅2021年6月便有超過470人越境被捕，7月則多達2600人。7月2日因難民數量暴增（截至當日已有822名非法移民跨越白俄羅斯-立陶宛邊界進入立陶宛，為2020年全年總數的十倍，且僅當日就有150名非法移民被拘留），立陶宛於當日宣布進入緊急狀態，派遣軍隊前往邊境，開始裝設帶刺鐵絲網並計劃興築邊界圍牆。7月13日，立陶宛議會通過〈抑制混合襲擊〉的決議，指出「對立陶宛不友善的國家」正對其發動混合襲擊，並評估此攻擊對立陶宛、歐盟與北約的威脅。
立陶宛和波蘭等國家處理邊界難民問題的人權狀況使人擔憂，除了出動軍隊以催淚彈轟擊求助難民外，更派出軍犬追咬難民，西方國家對東歐邊境難民人權狀況的漠視，使情況惡化
立陶宛官員指白俄羅斯政府因政治原因，鼓勵、協助來自伊拉克與敘利亞的移民非法越界進入立陶宛，並點名白俄羅斯國營旅行社Tsentrkurort參與其中，7月7日立陶宛因來自白俄羅斯邊界的非法移民而宣布進入緊急狀態。立陶宛計畫強化邊界圍牆，通過法律以簡化遣返非法移民的程序，並計畫在最糟情況下將於什文喬內利艾附近建立一座可容納四萬人的難民營。7月24日愛沙尼亞贈送立陶宛100公里長的有刺鐵絲網與三架無人機以強化邊境管控。
白俄羅斯總統盧卡申科繼6月威脅將允許人口販子與毒品走私者越境進入歐盟後，7月又稱白俄羅斯不會再接受「歐盟在阿富汗、伊拉克與伊朗等地製造的難民」，並威脅歐盟可能將有武裝移民出現在邊界。但白俄羅斯否認此移民潮為該國暗中發起，其政府發言人批評歐盟未能真心合作，並指控立陶宛將此事政治化，白俄羅斯國家通訊社還指立陶宛邊檢人員不當對待移民，未給予其充足的食物飲水，甚至以鞭打、在其頭頂上方開槍等方式將移民驅逐回白俄羅斯領土。立陶宛邊境衛隊目睹白俄羅斯側有人協助移民非法進入立陶宛並逃避邊防人員抓捕，8月3日立陶宛官方發布欧洲边境与海岸巡防署直昇機拍攝的影片，顯示疑似白俄罗斯国家边界委员会的車輛護送非法移民越境；8月18日立陶宛邊防人員發布影片，指控12名著防暴裝備的白俄羅斯官員越境將35名移民趕入立陶宛。
截至8月2日已有超過2730名移民抵達立陶宛，多居住在帳篷、廢棄的學校或行政大樓中，衛生條件不佳，立陶宛紅十字會向他們提供食水、服裝與衛生用品等物資，立陶宛政府已向歐盟執行委員會請求資金援助，並已獲其同意撥款1000萬歐元。立陶宛邊境居民的意見分歧，有人希望驅逐移民，也有人主張向他們伸出援手。立陶宛政府在邊境城鎮迪埃威尼什克斯建造一可容納500名移民的的難民營，反對移民的城鎮居民上街抗議，阻止工程進行，7月29日首都維爾紐斯又有400人上街抗議此工程。立陶宛總理因格麗達·希莫尼特等政治人物對這些移民表示同情，但官員也表示他們獲得合法居留權的機率很低；國會則通過修正案，限制非法移民不得離開暫居的營地。
7月15日立陶宛外交部長格比亞魯斯·藍斯柏吉斯訪問伊拉克，於巴格達會見伊拉克外交部長福阿德·侯賽因討論移民問題，他表示「對立陶宛不友善的國家」利用移民向立陶宛與歐盟施壓，因此伊拉克人也成了盧卡申科政權的受害者，侯賽因則承諾組成調查委員會以遏制人口走私網路。危機發生時伊拉克航空每週有四班巴格達－明斯克的班機，8月2日又加開自巴斯拉、艾比爾與蘇萊曼尼亞飛往明斯克的班機，但8月7日伊拉克宣布停飛所有自該國飛往白俄羅斯的航班，僅允許空機飛至白俄羅斯載回伊拉克國民。
11月17日，白俄罗斯国家电视台第一频道发布了一段视频，视频中立陶宛士兵驱赶边境难民，這些士兵踢打躺在地上的难民，并放狗咬人。
除立陶宛外，自白俄羅斯非法進入拉脫維亞與波蘭的移民也大增。波蘭外交部副部長帕维尔·亞布隆斯基表示該國情況與立陶宛類似，正面臨有組織的移民行動。德國總理梅克爾譴責盧卡申科利用移民對歐盟威脅施壓。